# Anastasia Senchiv
Anastasia Senchiv (* 2. Januar 1998 als Anastasia Calinina) ist eine moldauische Leichtathletin, die im Weit- und Dreisprung an den Start geht.

## Sportliche Laufbahn
Erste internationale Erfahrungen sammelte Anastasia Senchiv beim Europäischen Olympischen Jugendfestival (EYOF) 2013 in Utrecht, bei dem sie mit einer Weite von 12,80 m die Silbermedaille im Dreisprung gewann. 2017 belegte sie bei den U20-Europameisterschaften in Grosseto mit 12,79 m den achten Platz und im Jahr darauf wurde sie bei den Meisterschaften der kleinen Staaten Europas (CSSE) in Schaan mit 5,74 m Vierte im Weitsprung. 2020 belegte sie bei den Balkan-Meisterschaften in Cluj-Napoca mit 13,26 m den fünften Platz im Dreisprung und erreichte im Weitsprung mit 5,88 m Rang neun. Zudem gewann sie mit der moldauischen 4-mal-100-Meter-Staffel in 50,57 s die Bronzemedaille. Im Jahr darauf wurde sie bei den Balkan-Hallenmeisterschaften in Istanbul mit 12,59 m Zehnte im Dreisprung. 2023 gelangte sie bei der 2. Liga der Team-Europameisterschaft im Rahmen der Europaspiele in Chorzów mit 5,67 m auf den 14. Platz im Weitsprung und wurde mit 12,99 m Achte im Dreisprung. Anschließend belegte sie bei den World University Games in Chengdu mit 13,22 m den neunten Platz im Dreisprung. Im Jahr darauf belegte sie bei den Balkan-Hallenmeisterschaften in Istanbul mit 13,35 m den achten Platz. Ende Mai gelangte sie bei den Balkan-Meisterschaften in Izmir mit 5,69 m und 13,44 m auf die Plätze 14 und zehn im Weit- und Dreisprung. 2025 erreichte sie bei den Balkan-Hallenmeisterschaften in Belgrad mit 13,03 m Rang neun im Dreisprung.
In den Jahren 2018 sowie 2020 und 2021 und 2023 wurde Senchiv moldauische Meisterin im Dreisprung sowie von 2020 bis 2022 auch im Weitsprung. Zudem wurde sie 2021 und 2024 Hallenmeisterin im Dreisprung sowie 2024 auch im Weitsprung.

## Persönliche Bestleistungen
- Weitsprung: 6,03 m, 26. Mai 2018 in Chișinău
- Dreisprung: 13,35 m, 10. Februar 2024 in Istanbul